# ناوچه سبک اماگی
ناوچه سبک اماگی (به انگلیسی: Japanese corvette Amagi) یک کشتی بود که طول آن ۶۲٫۱۷ متر (۲۰۴ فوت ۰ اینچ) بود. این کشتی در سال ۱۸۷۷ ساخته شد.